# Wappinger (New York)
Wappinger est une ville située dans le comté de Dutchess, dans l'État de New York, aux États-Unis,. En 2010, elle comptait une population de 27 048 habitants, estimée au 1er juillet 2020 à 28 216 habitants.

## Démographie
Lors du recensement de 2010, la ville comptait une population de 27 048 habitants. Elle est estimée, en 2020, à 28 216 habitants.